# Richard Bishop
Richard Bishop (...) è un chitarrista sperimentale statunitense, membro fondatore del gruppo Sun City Girls.
Nelle sue registrazioni gli assoli sono ampiamente improvvisati e recano influenze dalla musica indiana, nordafricana e zingara, tra le altre.

## Discografia
- Salvador Kali (1998, Revenant Records)
- Improvika (2004, Locust Music)
- Fingering The Devil (2006, Southern Records)
- Elektronika Demonika (2006, Locust Music)
- While My Guitar Violently Bleeds (2007, Locust Music)
- Polytheistic Fragments (2007)